# Clanculus plebejus
Clanculus plebejus is een slakkensoort uit de familie van de Trochidae. De wetenschappelijke naam van de soort is voor het eerst geldig gepubliceerd in 1852 door Philippi.